# Единствен
Единствен е шестият студиен албум на певицата Мария. Издаден е от Пайнер на 20 октомври 2006 година и включва 10 песни.

## Песни
1. Пияна от любов
2. Не си добре дошъл
3. Сама го мога
4. Единствен
5. И пак не зная
6. Точно за мен
7. Просто ти
8. Всяка следваща
9. Кажи ми ти
10. Още помня

## Видеоклипове
| Видеоклип      | Премиера | Албум     | Режисьор                |
| -------------- | -------- | --------- | ----------------------- |
| Единствен      | 2006     | Единствен | Людмил Иларионов — Люси |
| Точно за мен   | 2006     | Единствен | Людмил Иларионов — Люси |
| Просто ти      | 2006     | Единствен | Людмил Иларионов — Люси |
| Пияна от любов | 2006     | Единствен | Людмил Иларионов — Люси |
| Още помня      | 2007     | Единствен | Людмил Иларионов — Люси |

## ТВ Версии
| Видеоклип         | Албум     | Програма                                                   |
| ----------------- | --------- | ---------------------------------------------------------- |
| Още помня         | Единствен | Коледна програма „Коледно настроение“                      |
| Не си добре дошъл | Единствен | Новогодишна програма „Звездна феерия“, Пролетно парти 2007 |

## Музикални изяви

### Участия в концерти
- Турне „Планета Прима“ 2006 (Хасково) – изп. „Единствен“
- Концерт „Планета Мура Мега“ – изп. „Желая те“, „Не те обичам“, „Не съвсем“, „Точно за мен“ и „Единствен“
- 5 години телевизия „Планета“ – изп. „Пияна от любов“
- Концерт „Добра среща приятели“ – изп. „Още помня“